# 圣库阿多德
圣库阿多德（法語：Saint-Couat-d'Aude，法語發音：[sɛ̃ kwa dod] ⓘ）是法国奥德省的一个市镇，属于卡尔卡松区。

## 地理
圣库阿多德（43°12'10"N, 2°37'46"E）面积5.38 平方千米，位于法国奧克西塔尼大區奥德省，该省份为法国南部沿海省份，北起塔恩省，西北接上加龙省，西接阿列日省，南至东比利牛斯省，东临地中海，东北与埃罗省接壤。
与圣库阿多德接壤的市镇（或旧市镇、城区）包括：杜藏、蒙特布兰代科尔比埃、穆克斯、皮谢里克、罗克库尔布密涅瓦。

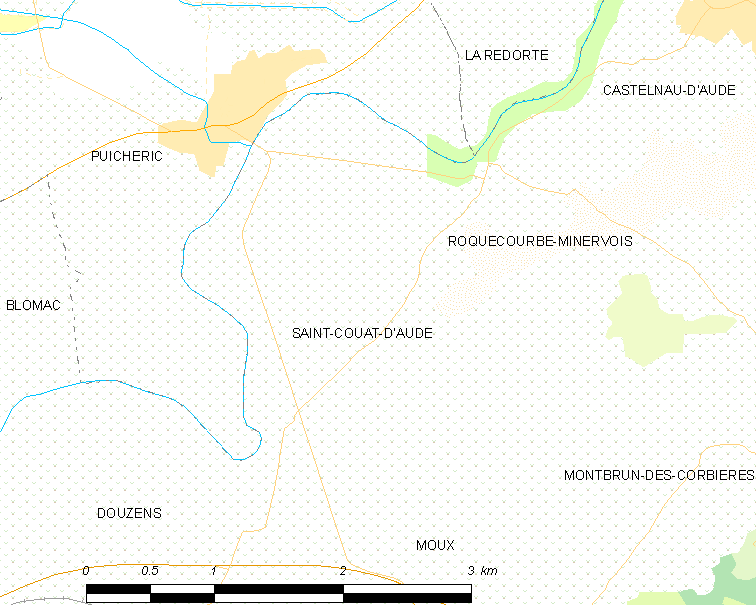
圣库阿多德的OSM定位图

圣库阿多德的时区为UTC+01:00、UTC+02:00（夏令时）。

## 行政
圣库阿多德的邮政编码为11700，INSEE市镇编码为11337。

## 政治
圣库阿多德所属的省级选区为亚拉里克山县。

## 人口

1962-2008年间圣库阿多德人口变化图示

圣库阿多德于2022年1月1日时的人口数量为366人。